# Abitibi-Ouest
A Regionalidade Municipal do Condado de Abitibi-Ouest está situada na região de Abitibi-Témiscamingue na província canadense de Quebec. Com uma área de mais de três mil quilómetros quadrados, tem, segundo o censo de 2005, uma população de cerca de vinte e uma mil pessoas sendo comandada pela pela cidade de La Sarre. Ela é composta por 22 municipalidades: 3 cidade, 16 municípios, 1 Cantão, 2 freguesias e 2 territórios não organizados.

## Municipalidades

### Cidades
- Duparquet
- La Sarre
- Normétal
- Macamic

### Municípios
- Authier
- Authier-Nord
- Chazel
- Clerval
- Dupuy
- Gallichan
- La Reine
- Palmarolle
- Poularies
- Rapide-Danseur
- Roquemaure
- Sainte-Germaine-Boulé
- St-Eugène de Chazel
- Taschereau
- Val-Saint-Gilles

### Cantão
- Clermont

### Freguesias
- Sainte-Hélène-de-Mancebourg
- Saint-Lambert

### Territórios não organizados
- Lac-Duparquet
- Rivière-Ojima